# Greg Louganis
Greg Louganis, eg. Gregory Efthimios Louganis, född 29 januari 1960 i San Diego, Kalifornien, är en före detta amerikansk simhoppare. Han är den ende mannen, och den andre personen, i olympiska historien som vunnit guld i både höga hopp och svikthopp i två raka olympiska spel. Det skedde vid Los Angeles 1984 och OS i Seoul 1988. Under försöken på 3 m-svikten 1988 slog han huvudet i svikten vid ett hopp med blodvite som följd. Trots det gick han till final där han vann guldet.
Louganis biologiska föräldrar kommer från Samoa och Sverige men när han var åtta månader adopterades han bort till en grekisk/amerikansk familj.